# Jovtokàmianka
Jovtokàmianka (en (ucraïnès): Жовтокам'янка) és un poble de la República Autònoma de Crimea a Ucraïna, que el 2021 tenia 428 habitants. Pertany al districte rural de Saki.